# Schloss Magenheim
Schloss Magenheim befindet sich im Landkreis Heilbronn in Baden-Württemberg oberhalb der Gemeinde Cleebronn und ist eine der am besten erhaltenen staufischen Burganlagen in Deutschland.

## Geschichte
Der Ort Magenheim wurde 793 erstmals erwähnt, seine letzte Erwähnung stammt aus dem 9. Jahrhundert. Vermutlich ging der Ort in dem um 1500 abgegangenen Ort Rauhenklingen südlich des Michaelsbergs auf. Die Herren von Magenheim wurden im 12. Jahrhundert erstmals erwähnt und verfügten über zwei nahe beieinander gelegene Burgen: die heute verschwundene Burg Obermagenheim auf dem Michaelsberg und die Burg Niedermagenheim, auf die das heutige Schloss zurückgeht. Der genaue Gründungszeitpunkt beider Burgen ist nicht überliefert, so dass auch umstritten ist, welche der Burgen die ältere war. Gemäß architektonischer Befunde wurde Burg Niedermagenheim vermutlich zwischen 1220 und 1250 erbaut und später mehrfach verändert. Die frühen Besitzer, die Herren von Magenheim, verzichteten bereits 1367 zugunsten von Graf Eberhard II. von Württemberg auf ihren Besitz auf Burg Niedermagenheim mit der Hälfte von Brackenheim und der Hälfte von Cleebronn. Württemberg verpfändete Niedermagenheim mit der Hälfte von Cleebronn sowie Rodbach, Meimsheim und Botenheim 1391 an Weiprecht von Helmstatt. 1408 wurde Bernold von Talheim als Pfandnehmer genannt.

## Burganlage

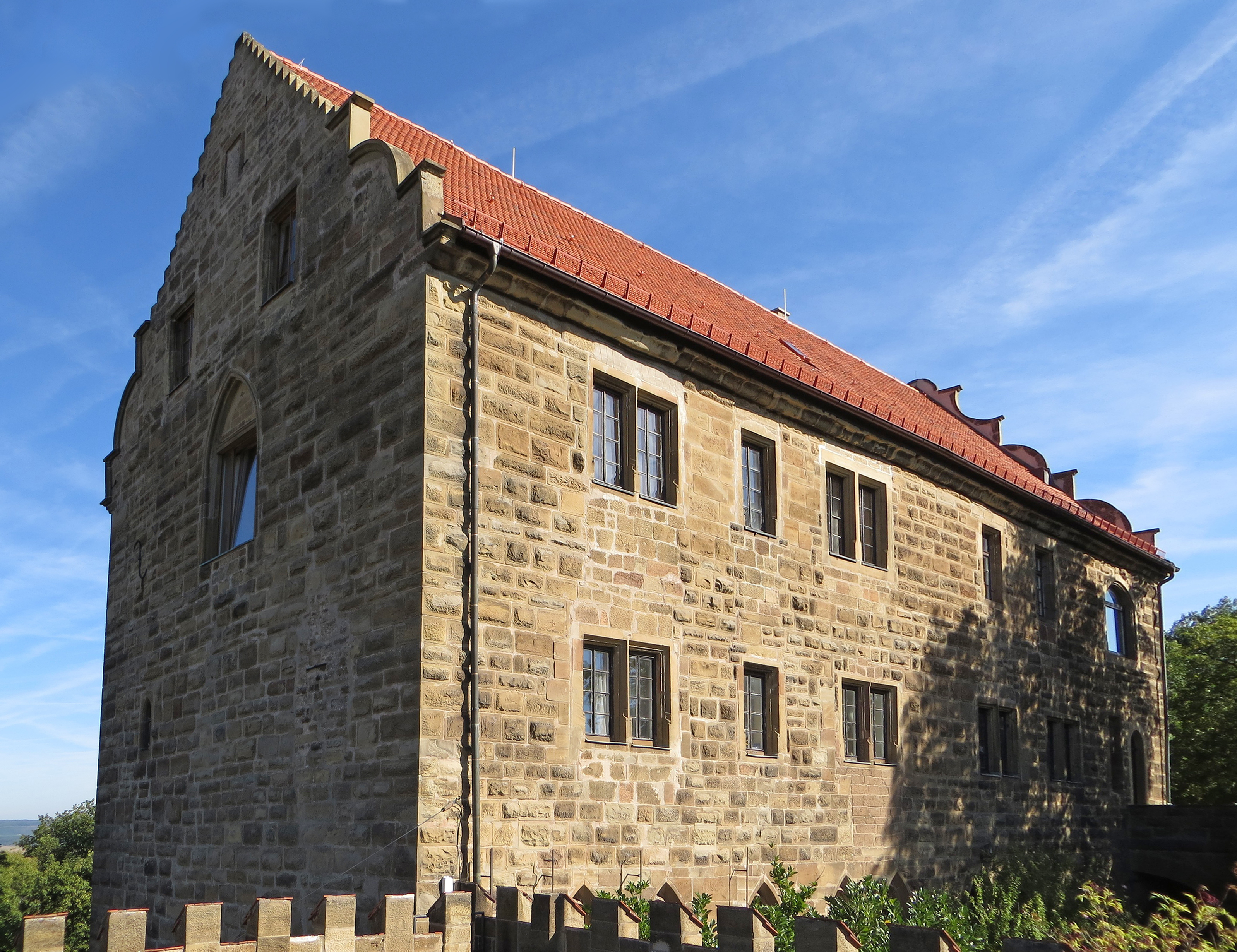
Der Palas von Südwesten

Von der am Fuße des Michaelsberges und oberhalb Cleebronns erbauten Höhenburg sind der gut erhaltene und vielfach renovierte Palas sowie die umfangreich sanierten Umfassungsmauern aus originalen Buckelquadern erhalten. Ein doppelter Halsgraben, die Ringmauer sowie die Reste der einstigen Schildmauer sind noch vorhanden. In zwölf großen Baumaßnahmen wurde die Burg für private und öffentliche Zwecke voll nutzbar gemacht.

## Heutige Nutzung
Die Burg befindet sich derzeit im Privatbesitz von Freifrau von Lamezan. Mehrmals im Jahr finden dort Konzerte und Vorträge statt. Die Räumlichkeiten der Burg können für Veranstaltungen genutzt werden, in der Kapelle werden kirchliche und standesamtliche Trauungen durchgeführt.